# Ausbüttel (Ribbesbüttel)
Ausbüttel ist ein Ortsteil der Gemeinde Ribbesbüttel, im Landkreis Gifhorn in Niedersachsen.

## Geschichte
1330 wurde Ausbüttel als Asesbuetle erstmals urkundlich erwähnt. Er gehört zu den Ortschaften mit der Namensendung -büttel, die nur in Norddeutschland vorkommen. In der Franzosenzeit gehörte Ausbüttel zum von 1810 bis 1813 bestehenden Kanton Rötgesbüttel. Seit 1885 gehört Ausbüttel zum damals neu gebildeten Kreis Gifhorn. Seit 1889 führt eine Bahnstrecke durch Ausbüttel, deren Trasse 1913 nördlich von Ausbüttel weiter nach Osten verlegt wurde. Nach 1945 vergrößerte sich Ausbüttel durch die nordwestlich des Dorfes erbaute Siedlung. Am 1. März 1974 verlor die Gemeinde Ausbüttel ihre Selbstständigkeit und wurde nach Ribbesbüttel eingegliedert. Seit 2000 steht in der Ausbütteler Siedlung ein Nest für Störche, das oft von Weißstörchen als Nistplatz genutzt wird.

### Einwohnerentwicklung
| Jahr      | 1910 | 1925 | 1933 | 1939 | 2018 |
| --------- | ---- | ---- | ---- | ---- | ---- |
| Einwohner | 95   | 118  | 110  | 110  | 296  |

## Infrastruktur
Durch Ausbüttel verläuft die Bundesstraße 4, über die die Nachbarorte Gifhorn und Rötgesbüttel zu erreichen sind. Kreisstraßen führen nach Ribbesbüttel und Isenbüttel. Auch die Niedersächsische Spargelstraße verläuft durch Ausbüttel. Die Bahnstrecke Braunschweig–Wieren verläuft ebenfalls durch Ausbüttel und trennt das ursprüngliche Dorf Ausbüttel von seiner Siedlung, ohne dass Ausbüttel jedoch über einen Haltepunkt verfügt. Der Bahnverkehr wird vom Eisenbahnverkehrsunternehmen erixx betrieben. Die nächstliegenden Zustiegsmöglichkeiten sind heute der Bahnhof Gifhorn und der Haltepunkt Rötgesbüttel, der Bahnhof Isenbüttel-Dorf wurde aufgegeben. Verschiedene Buslinien der Verkehrsgesellschaft Landkreis Gifhorn führen von Ausbüttel im Osten bis nach Calberlah und darüber hinaus im Berufsverkehr zum Volkswagenwerk Wolfsburg, im Süden bis nach Braunschweig, im Westen bis nach Hillerse und im Norden bis nach Gifhorn.
Das ehemalige Dorfgasthaus wurde geschlossen und nach 1945 durch die gegenüberliegende Gaststätte Zur Linde, später in Poseidon umbenannt und heute als Diner ROUTE 4 betrieben, ersetzt. In jüngerer Zeit kam noch die Pizzeria La Strada, zuvor ein Café, als zweite Gaststätte Ausbüttels hinzu. An der B4 besteht auch ein Autohandel (ehemals Ford) mit einer Reparaturwerkstatt, die Texaco-Tankstelle wurde jedoch geschlossen.
Zur Infrastruktur von Ausbüttel gehört ferner ein Schützenheim mit Schießsportanlage. Der Schützenverein Ausbüttel e. V. von 1856 hat 85 Mitglieder (Stand 2015). Der Wertstoffhof Ausbüttel ging aus einer Abdeckerei hervor, ihm ist auch eine Fahrradwerkstatt und ein Flohmarkt angeschlossen. Die Einrichtung wird von der Jugendwerkstatt Gifhorn des evangelisch-lutherischen Kirchenkreises Gifhorn getragen und beschäftigt benachteiligte Jugendliche. Das Umspannwerk Ausbüttel gehört der LSW Netz GmbH & Co. KG aus Wolfsburg. Auch ein Ladengeschäft für Kamine ist in Ausbüttel ansässig. Die Schule und die Poststelle wurden geschlossen. Einkaufsmöglichkeiten des täglichen Bedarfs sowie eine Feuerwehr sind in Ausbüttel nicht vorhanden, die Freiwillige Feuerwehr Ribbesbüttel ist für Ausbüttel mit zuständig.
Über eine Kirche verfügt Ausbüttel nicht. Die evangelisch-lutherischen Einwohner gehören zur St.-Marien-Kirchengemeinde in Isenbüttel, die Katholiken zur Pfarrei St. Altfrid (Gifhorn). Jedoch hat Ausbüttel einen Friedhof mit einer 1966 erbauten Kapelle, die 1981 durch einen freistehenden Turm mit einer Glocke ergänzt wurde. Am 14. Juni 1981 erfolgte die Weihe der Glocke durch Pastor Cramm. Auf dem Friedhof steht auch das Kriegerdenkmal.